# Strecker-Synthese
Die Strecker-(Aminosäure)-Synthese ist eine Namensreaktion der Organischen Chemie. Ihr Entdecker, Adolph Strecker (1822–1871), publizierte sie erstmals 1850.
Es handelt sich um einen Spezialfall der Mannich-Reaktion, bei dem aus Aldehyden, Ammoniak und Cyanwasserstoff (HCN) α-Aminocarbonsäuren bzw. Aminosäuren entstehen. Die Synthese ist ferner gültig für primäre und sekundäre Amine.

## Mechanismus
Die Reaktion verläuft über die nukleophile Addition des Ammoniaks am Aldehyd 1. Diese verläuft im Allgemeinen bis zum Iminiumion 2. An diese ebenfalls elektrophile Spezies addiert sich das Cyanid, es entsteht so ein α-Aminonitril 3 (ein Nitril mit einer Aminogruppe):
Das α-Aminonitril 3 wird im sauren Milieu mehrmals hydrolysiert, wodurch letztlich die α-Aminosäure 4 als Racemat entsteht:

## Praxis
Nachteil der Streckersynthese ist vor allem, dass aufgrund der fehlenden asymmetrischen Induktion die Aminosäuren racemisch entstehen. Dies erhöht aufgrund der per se um 50 % verringerten Ausbeute und nachfolgender aufwendiger Trennverfahren, in der Regel die kinetische Racematspaltung, die Kosten erheblich. Ebenso ist der Umgang mit Cyanid aufgrund von dessen Toxizität problematisch. Einige Strecker-Synthesen haben sich dennoch in der technischen Großproduktion durchgesetzt, da die Edukte (insbesondere Ammoniak und Cyanwasserstoff) teilweise sehr preiswert sind und es immer noch auf diesen Synthesenweg ausgerichtete alte Anlagen gibt. Die Bucherer-Bergs-Reaktion ist beispielsweise eine eingesetzte Variante.
Es existieren auch asymmetrische Strecker-Synthesen. In der Variante von Horst Kunz verwendet man einen chiralen 1-Aminozucker (β-D-Galactosamin) statt Ammoniak dessen asymmetrische Induktion ausreicht, um befriedigende Enantiomerenüberschüsse zu erzielen.
Einen weiteren interessanten Zugang zur asymmetrischen Variante der Streckersynthese entwickelte die Arbeitsgruppe um Enders. Sie benutzen SAMP-Hydrazone als asymmetrische Induktion bei der Addition des Cyanids.